# Юкшур
Юкшур — деревня в Бардымском районе Пермского края. Входит в состав Федорковского сельского поселения.
По результатам переписи 2010 года численность населения составила 62 человека, в том числе 31 мужчина и 31 женщина.
В 2005 году численность населения составляла 48 человек.
Находится примерно в 17 км к северо-западу от центра села Барда.